# 神谷眞太郎
神谷 眞太郎（かみや しんたろう、 - 2020年12月15日）は、日本の農芸化学者。学位は農学博士（京都大学・1962年）。静岡県立大学名誉教授。名の「眞」は「真」の旧字体であるため、神谷 真太郎（かみや しんたろう）とも表記される。
静岡女子短期大学家政科での勤務を経て、静岡女子大学家政学部教授、静岡県立大学食品栄養科学部教授などを歴任した。

## 概要
日本の農芸化学者であり、配糖体の化学構造と呈味性の相関に関する研究で知られている。また、静岡県立大学において、日本初となる食品栄養科学部の設置に尽力したことでも知られている。静岡女子短期大学、静岡女子大学を経て、静岡県立大学で教鞭を執った。

## 来歴

### 生い立ち
「L-アスコルビン酸の分解に関する研究」と題した博士論文を執筆し、京都大学より農学博士の学位を取得した。

### 農芸化学者として
静岡県により設置・運営される静岡女子短期大学に採用され、1961年（昭和36年）4月に家政科に着任した。1967年（昭和42年）には同じく静岡県により設置・運営される静岡女子大学に転じ、家政学部に着任した。家政学部においては、主として食物学科の講義を担当した。その後、静岡女子大学を静岡薬科大学、静岡女子短期大学と統合し、新たに静岡県立大学を県が設置する構想が持ち上がった。静岡県庁の総務部の学事文書課に県立大学建設室が設置され、江崎幸子や高瀬幸子とともに静岡県立大学における新学部の設立計画を練ることになった。全国的に見て静岡県は食品産業が極めて発展していることを踏まえ、食品学科と栄養学科で構成される食品栄養科学部の設置を江崎や高瀬と立案した。他大学の既存の学部の名称とは大きく異なるため文部省から難色を示されたが、内薗耕二や星猛とともに食品栄養科学部の発足に尽力し、最終的に学部設置認可を受けるに至った。1990年（平成2年）、静岡県立大学の食品栄養科学部にて教授に就任した。その後、静岡県立大学より名誉教授の称号を授与された。

## 研究
専門は農芸化学である。特に配糖体の化学構造や呈味性について取り上げ、その相関について研究していた。

## 人物
『静岡県立大学創立30周年記念誌』に収録された高瀬幸子の「開学の想い出——紆余曲折の険しい道のり」においては、旧字体で「神谷眞太郎」と表記されている。一方、静岡女子大学の卒業生などで構成される「おおとり会」のウェブサイトに訃報が掲載された際には、新字体で「神谷真太郎」と表記されていた。

## 顕彰
静岡県立大学の草薙キャンパスには、食品栄養科学棟に『食品栄養科学部創設の記』が設置されている。学部創設時の教授と助教授の名が記されており、神谷の名も記されている。

## 略歴
- 1990年 - 静岡県立大学食品栄養科学部教授[1]。
- 2020年 - 死去[1]。

### 註釈
1. ↑  静岡女子短期大学は、静岡薬科大学、静岡女子大学と統合され、1987年に静岡県立大学が設置された。
2. ↑  静岡女子大学は、静岡薬科大学、静岡女子短期大学と統合され、1987年に静岡県立大学が設置された。
3. ↑  静岡県立大学食品栄養科学部食品学科は、2007年に食品生命科学科に改組された。
4. ↑  静岡県立大学食品栄養科学部栄養学科は、2007年に栄養生命科学科に改組された。
5. ↑  文部省は、科学技術庁と統合され、2001年に文部科学省が設置された。